# Alba Sidera i Gallart
Alba Sidera i Gallart   (Girona, 1979) és una periodista catalana. Corresponsal del diari El Punt-Avui a Roma d'ençà del 2012, és especialista en l'estudi dels moviments d'extrema dreta i de l'actualitat política italiana. Ha col·laborat en diversos mitjans de comunicació com la Directa, Ctxt i Mèdia.cat, entre d'altres. És membre del Grup de Periodistes Ramon Barnils.
El 2019 rebé una menció d'honor atorgada per la revista Pensamiento al margen pel seu article divulgatiu «La trampa de la postideología ampara a los mediocres», i el febrer de 2020 va publicar el seu primer llibre, Feixisme persistent, un treball  periodístic fruit d'anys investigació sobre el terreny en el qual explica la pervivència de la ideologia feixista, l'exaltació de la figura de Benito Mussolini i l'ascens del polític populista de Matteo Salvini a la península italiana. El seu llibre fou traduït i publicat en castellà el 2023.

## Obra publicada
- Feixisme persistent. Radiografia de la Itàlia de Matteo Salvini (Saldonar, 2020)[7][8]
- Guia pràctica contra l'extrema dreta. Entendre i combatre els nous feixismes d'arreu del món.  Lleida: Pagès Editors, 2022. ISBN 978-84-1303-373-0.